# Nagy Lajos (jogi szakíró)
Nagybaconi Nagy Lajos (Bősháza, 1907. május 2. – ?) erdélyi magyar jogi szakíró. Kolozsvár tiszti ügyésze (1940–1944).

## Életútja
A kolozsvári Református Kollégiumban érettségizett, az I. Ferdinánd Egyetemen jogi doktorátust szerzett. Ügyvédi irodát nyitott. Tevékeny részt vett a kolozsvári Atletikai Club (KAC) sporttevékenységében. Az 1937-es Vásárhelyi találkozón is szerepet játszott. 1940. november 20-tól a bécsi döntéssel Magyarországhoz került Kolozsvár tiszti ügyésze.

## Kötetei
- Anglikán lelkész-típusok a XVIII. és XIX. század angol regényeiben (Budapest). [Druck:] (Hungária Nyomda Rt.). (1943)[1]
- A kisebbségi jogok a román jogi irodalomban (Kolozsvár,  1944).